# Bürgerspitalkirche (Braunau am Inn)

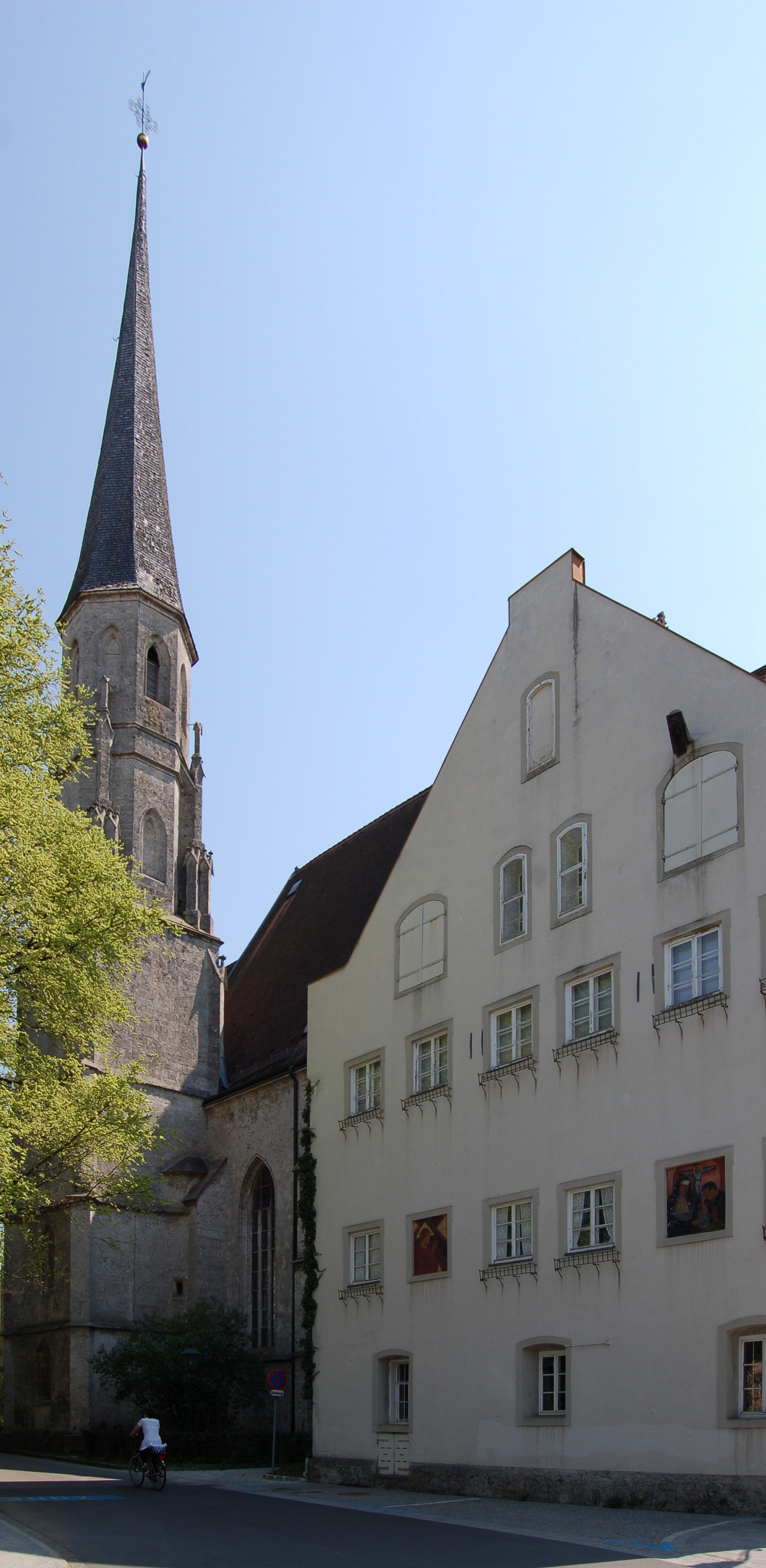
Bürgerspital Braunau mit anschließender Kirche

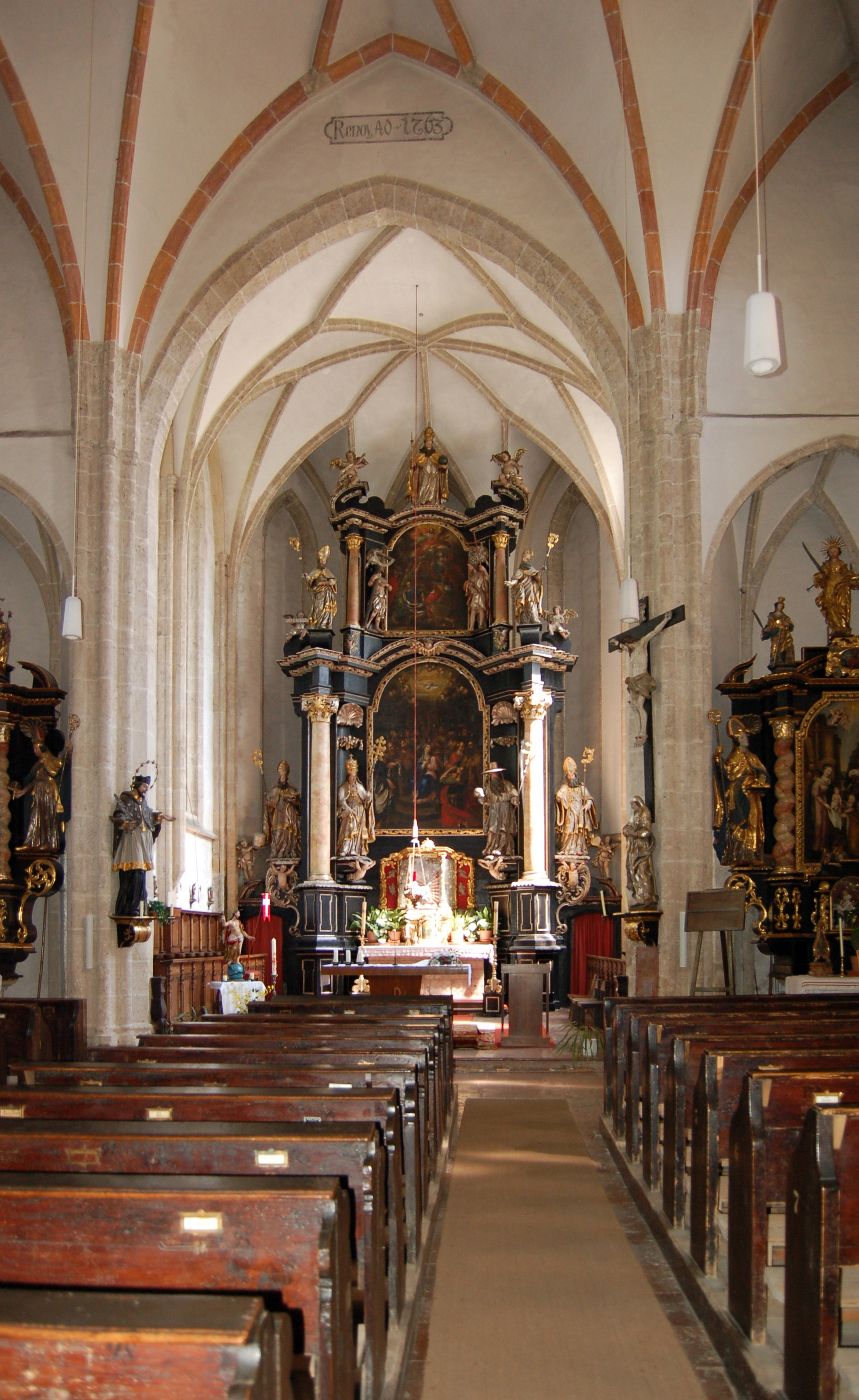
Innenansicht

Die Bürgerspitalkirche ist die mittelalterliche Spitalkirche der Stadt Braunau am Inn.
Das Braunauer Bürgerspital wurde 1417 durch den Adligen Hartprecht Harskircher auf Schloss Zangberg, dem Kämmerer von Herzog Friedrich des Weisen von Bayern-Landshut, und Nikolaus Auer von Lichtenau gestiftet. Der Bau von Spital und Kirche war bis um 1430 abgeschlossen und diente bis zum Jahre 1956 als Altenversorgungshaus.

## Architektur
Der Innenraum der Bürgerspitalkirche ist als sogenannter Dreistützenbau ausgebildet, bei dem ein westliches Stützenpaar die Emporenanlage trägt und eine Mittelstütze, die hier aber 1687 aus Gründen der verbesserten Sichtverbindung zum Chor abgetragen wurde, das Schiffsgewölbe trug. Geschlossen wird der Raum durch ein aus Rippendreistrahlen gebildetes Springrautengewölbe, wie es Hans Krumenauer zuvor im Chor der Landshuter Martinskirche verwendet hatte. Für den Bau der Braunauer Kirche wird eine Beteiligung des Landshuter Baumeisters Hans von Burghausen angenommen, der mit der Heilig-Geist-Kirche in Landshut oder dem Chor der Franziskanerkirche in Salzburg erstmals mit ähnlichen Raumlösungen experimentiert hatte. Die Bürgerspitalkirche gilt als Prototyp einer Reihe ähnlicher Dreistützenbauten, etwa der Pfarrkirche von Eggelsberg und der Pfarrkirche in Anger.
An den Kirchenbau schließt sich nordseitig ein Turmbau über quadratischem Grundriss an, der in Höhe des Kirchendachs in schlanke, von Fialen begleitete Oktogongeschoße übergeht.
Dem Kirchenbau westlich vorgelagert ist der eigentliche Spitalstrakt, der im Erdgeschoß die beiden Kommunstuben, im Obergeschoß die Einzelstuben der Herrenpfründner enthielt, von dem aus ein direkter Zugang auf die Empore bestand. Die Räume des Spitals sind durchgängig kreuzrippengewölbt.

## Ausstattung
Die Ausstattung stammt hauptsächlich aus der Zeit um 1700. Die Altäre wurden unter Verwendung spätgotischer Altarmensen erbaut. Der Hochaltar wird von einem mächtigen Säulenretabel mit entsprechendem Altarauszug gebildet, der Sebastian Högenauer zugeschrieben wird, die Bilder wurden 1697 von Johann Froschauer geschaffen. Das Altarblatt stellt das Pfingstereignis mit Maria inmitten der Apostel dar, im Auszug ist Christi Himmelfahrt zu sehen. Die Statuen stellen die Kirchenväter dar.
Die Seitenaltäre wurden 1689 und 1691 vor den Nebenapsiden errichtet. Gleichförmige barocke Retabel mit gedrehten Säulen zeigen über dem Mittelfeld Segmentgiebel mit Wappenkartuschen. Im linken Altarblatt sind die Vierzehn Nothelfer dargestellt, der rechte Dreikönigsaltar zeigt die Anbetung der Könige.
Die Kanzel aus der Zeit um 1690 besteht aus einem rechteckigen Korb mit Pilastern und vorgestellten Säulchen an den abgeschrägten Ecken und wird ebenfalls Högenauer zugeschrieben; der Schalldeckel trägt eine Figur des Heiligen Michael. 
Von den Einzelfiguren sind die Triumphbogenstatuen des Heiligen Johannes Nepomuk und ein Kruzifix mit einer Schmerzhaften Muttergottes ebenfalls Werke vom Ende des 17. Jahrhunderts; an der Empore zwischen den mittleren Arkaden ist eine barocke Gruppe des Gnadenstuhls angebracht; auch hier wird eine Autorschaft Högenauers vermutet.
Die Orgel auf der Westempore ist ein Werk von Albert Mauracher aus dem Jahr 1912 mit sieben Registern auf einem Manual in einem barocken Orgelgehäuse aus der Zeit um 1700.

## Glocken
Das Geläut ist etwas ganz Besonderes, beide Glocken stammen aus dem Mittelalter und haben noch ihre originalen Klöppel im mittelalterlichen Glockenstuhl und eine weitere Besonderheit ist, dass beide Glocken noch per Seil geläutet werden.
Die Glocken erklingen in den Tönen b′ und des″ und wurden 1477 von Jörg Gloppitscher in Salzburg gegossen.